# 反事实思维
反事实思维是心理学中的一个概念，是指人們往往會为已经发生的事情提出可能出現的不同結果和假設。这些想法包括 "如果....."和 "如果我当时......就不會有這樣的結果"，人們在想到事情可能有不同的结果时腦海中就會浮現這些想法。反事实思維想到的結果在现实中永远不可能发生，因为這個想法和想到的結果只与过去发生的事情有关。
丹尼尔·卡尼曼（Daniel Kahneman）和阿莫斯·特维斯基（Amos Tversky）於1982年开创了反事实思维的研究，他們的研究表明相對於普通的事情，人们在遇到特殊事件發生後往往更容易設想 "如果....就不會....."。

## 向上反事实思维與向下反事实思维
向上反事实思维聚焦于如何使情况变得更好。很多时候，人们都會想到他们本可以做得不一样。例如有人想到“如果我三天前开始学习，而不是昨天晚上，那樣的話我可以考得更好。”由于人们经常想到他们本可以做得不同，人们在向上反事实思維中會經常感到后悔。
向下反事实思维关注的是慶幸情况沒有變得更糟。在这种情况下，一个人會對结果感到滿意，因为他们意识到情况本可能變得更糟糕。例如有人想到“我直到昨晚才开始学习，沒想到我很幸运，我居然得了一个‘ c’。”